# Новий (Таштагольський район)
Но́вий (рос. Новый) — селище у складі Таштагольського району Кемеровської області, Росія. Входить до складу Усть-Кабирзинського сільського поселення.

## Населення
Населення — 134 особи (2010; 152 у 2002).
Національний склад (станом на 2002 рік):
- шорці — 47 %
- росіяни — 46 %